# Petru Ștefănuț
Petru Ștefănuț (n. 11 iulie 1925) este un deputat român în legislatura 1990-1992, ales în județul Arad pe listele partidului PNTCD.